# Tilly Newes

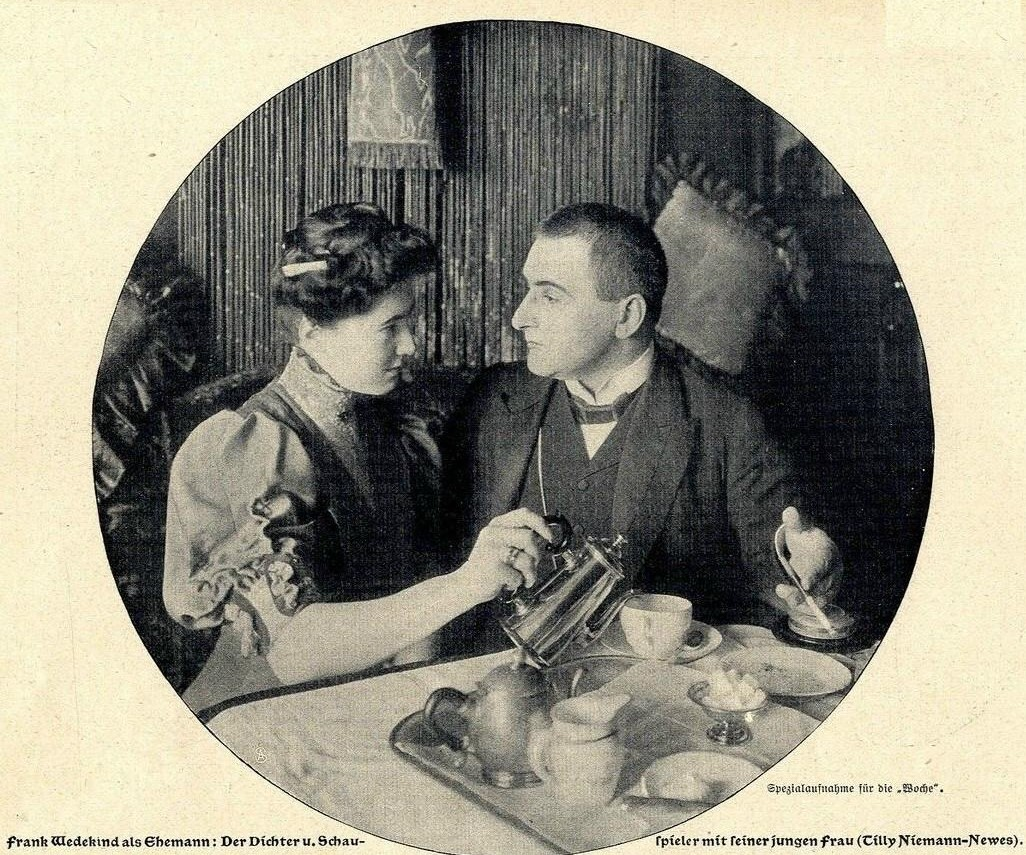
Tilly & Frank Wedekind (1906)

Tilly Newes, eigenlijk Mathilde Newes (Graz, 11 april 1886 — München, 20 april 1970) was een Oostenrijks toneelspeelster en actrice. Ze werd vooral bekend met haar rollen in de stukken van Frank Wedekind. In 1906 trouwde zij met Wedekind. Zij werd de moeder van Pamela en Kadidja. In 1916 trad ze voor het laatst samen met Wedekind op. In 1918 overleed hij na een operatie, net toen zijn stukken overal gespeeld begonnen te worden. Hun huwelijk stond op dat moment op springen en Newes had in 1917 een zelfmoordpoging gedaan. Rond 1930 kreeg ze een verhouding met de dichter en medisch specialist Gottfried Benn, van wie een bundel brieven Briefe an Tilly Wedekind 1930-1955 is gepubliceerd. In 1938 huwde Benn echter Herta von Wedemeyer.

## Werk
- Tilly Wedekind, Lulu, München/Bern/Wien : Rütten und Loening, 1969

- Bibsys: 90598093
- Bibliothèque nationale de France: cb12007876k (data)
- Gemeinsame Normdatei: 116995157
- International Standard Name Identifier: 0000 0000 8842 5695
- Library of Congress Control Number: nr92031443
- Nationale Bibliotheek van Tsjechië: jo2016897964
- Nederlandse Thesaurus van Auteursnamen: 073120723
- Système universitaire de documentation: 079093388
- Virtual International Authority File: 100617301
- WorldCat: E39PBJrRj9R9fQYhgB87ctY3wC